# Friedrich-Wilhelm Otte
Pour les articles homonymes, voir Otte.
Friedrich-Wilhelm Otte (né le 22 septembre 1898 à Neurode et mort le 8 mai 1944 à Sébastopol) est un Generalmajor allemand qui a servi au sein de la Heer dans la Wehrmacht pendant la Seconde Guerre mondiale.
Il a été récipiendaire de la Croix de chevalier de la Croix de fer. Cette décoration est attribuée pour récompenser un acte d'une extrême bravoure sur le champ de bataille ou un commandement militaire avec succès.

## Biographie
Friedrich-Wilhelm Otte est tué le 8 mai 1944 à Sébastopol durant l'Offensive de Crimée (1944). Il est promu à titre posthume au grade de Generalmajor.

## Décorations
- Croix de fer (1914)
  - 2e Classe
  - 1re Classe
- Croix d'honneur
- Agrafe de la Croix de fer (1939)
  - 2e Classe
  - 1re Classe
- Médaille du Front de l'Est
- Croix allemande en Or (13 mai 1942)
- Croix de chevalier de la Croix de fer
  - Croix de chevalier le 13 novembre 1942 en tant que Oberst et commandant du Jäger-Regiment 207[1]